# Poraqueiba
Poraqueiba, biljni rod dvosupnica iz porodice Metteniusaceae smješten u tribus Metteniusoideae. Sastoji se od tri vrste drveća ili grmova iz tropske Južne Amerike
Rod je opisan u Histoire des Plantes de la Guiane Françoise 1: 123, pl. 47. 1775.

## Vrste
1. Poraqueiba guianensis Aubl.; tipična vrsta
2. Poraqueiba paraensis Ducke
3. Poraqueiba sericea Tul.